# イギリス・ルネサンス演劇
イギリス・ルネサンス演劇（イギリス・ルネサンスえんげき、English Renaissance theatre）とは、ルネサンス期のイングランド、特に宗教改革から1642年の劇場閉鎖までのあいだに書かれた演劇作品のことである。一般にエリザベス朝演劇とも呼ばれるが、これは不正確な呼称である。イギリス・ルネサンス演劇には、ウィリアム・シェイクスピアをはじめとする多くの著名な劇作家の作品が含まれる。

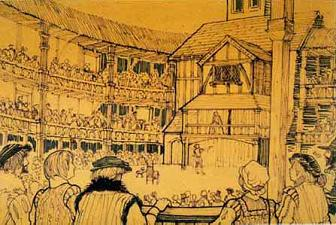
エリザベス朝時代の劇場の様子。

## 概要
イギリス・ルネサンス演劇はしばしば「エリザベス朝演劇」とも呼ばれる。厳密にいうならばこれはエリザベス1世の治世（1558年 - 1603年）にイギリスで執筆・上演された戯曲のみを指す。したがって、エリザベス朝演劇は同じくイギリス・ルネサンス演劇に含まれる「ジェイムズ朝演劇」（ジェームズ1世の治世1603年 - 1625年の演劇作品）や「チャールズ朝演劇」（チャールズ1世の治世1625年 - 1642年の演劇作品）とは区別されるものである。しかし一般には、宗教改革から1642年の清教徒革命による劇場閉鎖までのあいだにイギリスで書かれた演劇作品全般を意味する用語として、つまりジェイムズ朝演劇やチャールズ朝演劇をも含めて、エリザベス朝演劇の呼称がイギリス・ルネサンス演劇そのものと同義的に用いられている。

## 歴史
イギリス・ルネサンス演劇は中世の演劇の伝統を受け継いで成立したものである。その主な材源は、中世のイギリスやその他のヨーロッパ諸国において、宗教行事としての祝祭で催された神秘劇である。神秘劇とは聖書のテーマにもとづいた伝説を複雑に改作した民衆演劇であり、当初は教会内で上演されていたが、宗教的祝祭の周縁で発達してきた世俗的な祝い事の席でも演じられるようになったものである。その他の出所としては、神秘劇から発達した道徳劇や、ギリシア悲劇の再生をもくろんだ「大学劇」（「大学才人」らによって担われた）などがある。やがて17世紀に入り、コメディア・デラルテや宮廷で演じられた精巧な仮面劇が公設劇場の形成を促す役割を果たすこととなった。
貴族のお抱えとなり季節ごとに各地を巡業する役者の一座ならばエリザベス朝以前から数多く存在していた。これらがやがてエリザベス朝時代の演劇界を担うプロの劇団の礎となったのである。もとは地元の役者たちによって演じられていた神秘劇や道徳劇が、次第にこうした巡業一座の役者によって行なわれるようになり、やがて1572年に発令された法律をもって、正式なパトロンのいない役者たちは「浮浪者」のレッテルを貼られて排除されることとなった。宮廷でも事情は同様で、仮面劇は廷臣やアマチュアの役者が上演していた（これは初期エリザベス朝においてはごく普通のことである）が、やはり貴族をパトロンにもつプロの劇団が取って代わり、これらがエリザベス朝時代を通じて数においても質においても大きく成長していったのである。
ロンドン当局は演劇の公共上演について好ましく思っていなかったが、エリザベス1世の演劇趣味と枢密院の支援によって演劇は保護されていた。テムズ川付近の都市住民にとって交通の便のある郊外、とりわけサザックに劇場が次々と設立された。これらの劇場はロンドン当局の統制管理を受けることはなかった。というのも、こうした劇場での上演は女王の面前で頻繁に行なわれる御前公演のリハーサルにすぎないという建前を劇団が保持していたためである。しかし実際のところ、御前公演で手に入るのは名誉だけであり、専業の俳優たちが必要とする収入がもっぱら公設劇場での公演によって得られるものであることは明らかである。
職業俳優の経済状況の変遷にともない、演劇そのものの性格も時代とともに変化していった。エリザベス1世の治下において、演劇は社会的階級に関する限り統一された芸術であり、宮廷人が観劇する作品と一般市民が公設劇場において鑑賞する作品は同じものであった。しかし、私設の劇場が発展してくるにつれ、演劇は上流階級の観客の嗜好や価値観に順応してゆくようになった。チャールズ1世の治世後期になると、公設劇場のために新作が書かれることはほとんどなくなり、これらの劇場は過去数十年間に集めた作品の再演で活動を維持してゆくしか方途がなくなっていた。

## 劇場

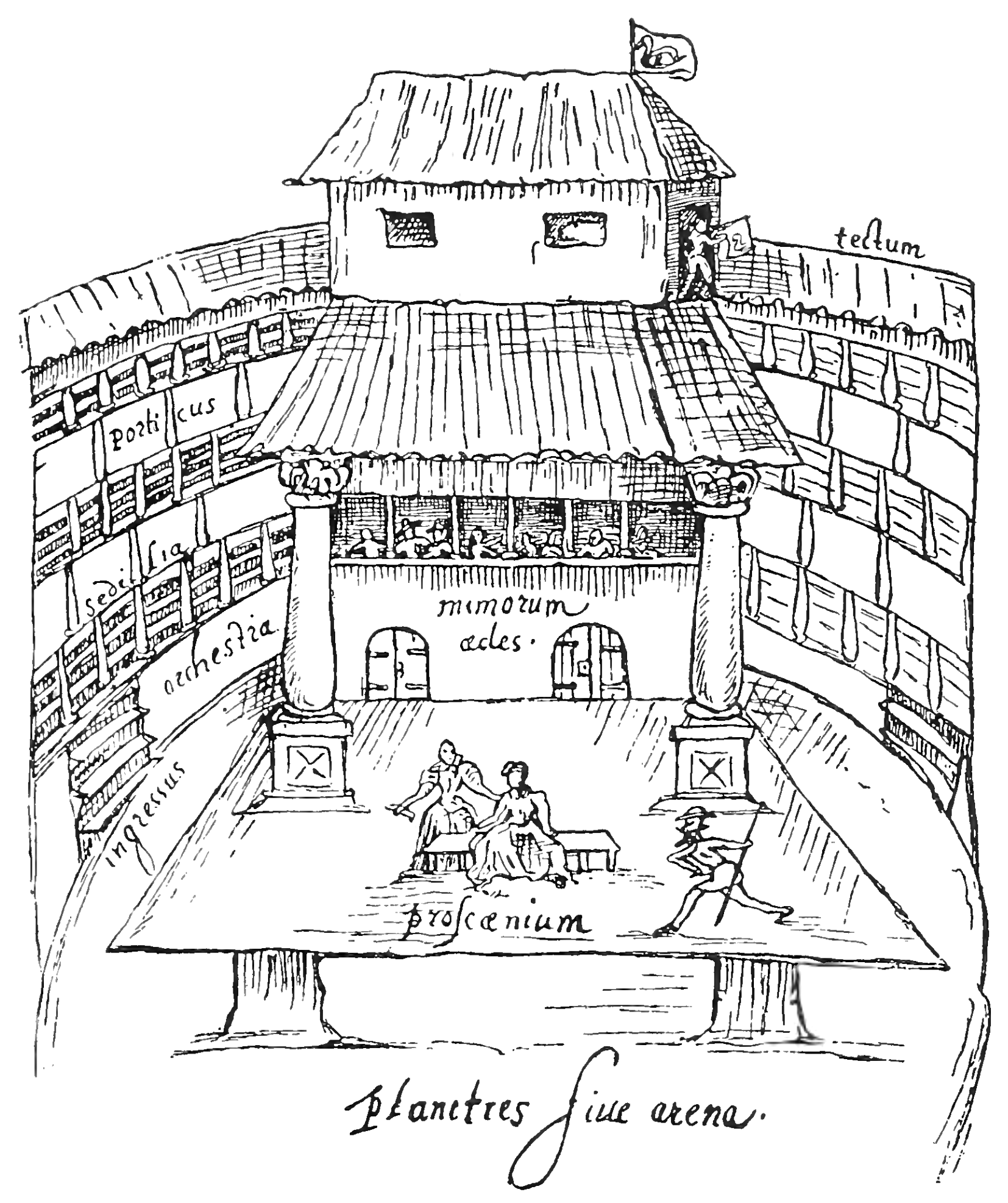
スワン座の張り出し舞台で行なわれている公演の様子を描いた1596年のスケッチ。

規模も大きく興行的にも成功を収めた公設劇場の相次ぐ設立こそ、イギリス・ルネサンス演劇に成功をもたらした決定的要因であった。この動きに先鞭をつけたのは、ジェームズ・バーベッジ が1576年にショアディッチに設立したシアター座である。このシアター座につづいて、1577年にはカーテン座 がすぐ近くに建設された。ローズ座（1587年設立）、スワン座（1595年）、グローブ座（1599年）、フォーチュン座（1600年）、レッド・ブル座（1604年）といった公設劇場がロンドンに次々と設立されるにつれ、演劇の隆盛は一時的な現象ではなく、確立された恒常的なものとなっていった。
20世紀後半に発見されたローズ座とグローブ座の建築基盤に関する考古学的資料から、ロンドンの劇場はそれぞれ個性的な設計であったことが見て取れる。しかし、劇場としての機能は共通していることから、全体的には類似した間取りが必要となった。公設劇場は3階建てで、中央の広間を取り囲むような形で建てられた。たいていは全体的に丸みがかった多角形の設計で（レッド・ブル座と最初のフォーチュン座は四角形だったが）、中央を見渡せるように内向きになった桟敷席がステージの方へ張り出すようにして3層に重なり、舞台は正面と両脇の3方向を客席が囲み、俳優の出入り口や楽団員の座席としては後方だけが使用された。ステージ後方の桟敷席は、『ロミオとジュリエット』においてバルコニーとして使用されたり、『ジュリアス・シーザー』において役者が観客に向かって演説を行なうための場所として用いられたりすることもあった。

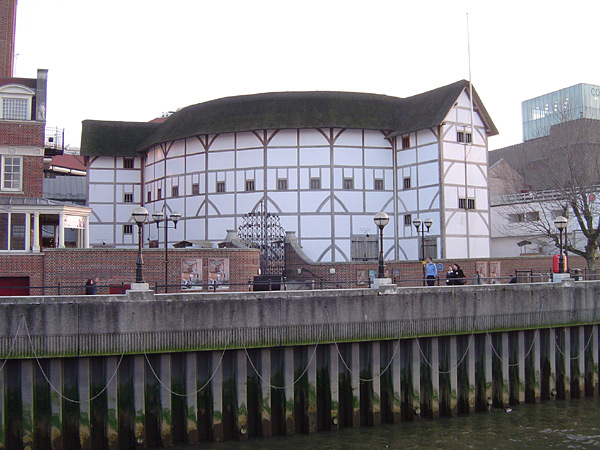
ロンドンに復元されたグローブ座

たいていは木材や木摺、石膏などで造られ、屋根は茅葺きであったために初期の劇場は火災に弱く、必要に応じて徐々に強い構造に改築されていった。グローブ座も1613年6月に火災で焼失した（『ヘンリー八世』を上演したさいに劇中で鳴らした祝砲から失火した）のち瓦屋根に替えられた。フォーチュン座も1621年12月に焼失し、レンガ造りで再建し、劇場の形も四角型から円形に再設計された。
当時の劇場のもう1つの形態としては、1599年から長きにわたって使用されたブラックフライヤーズ座 が代表例としてあげられる。ブラックフライヤーズ座はそれまでの劇場に比べて小さく、多くの劇場において舞台自体は屋外であったのに対し、屋内劇場として設計されており、現代の劇場に近いものとなっている。これにつづいてホワイトフライアーズ座（1608年）、コックピット座（1617年）のような屋内型の私設劇場が設立されていった。老朽化して雨漏りのひどかったホワイトフライアーズ座に代わって近所にソールズベリ・コート座 が1629年に建設されたことにより、ロンドンの観客は6館の劇場を市内にもつこととなった。屋外「公設」劇場が3館（グローブ座、フォーチュン座、レッド・ブル座）残っているほか、小さな屋内「私設」劇場が3館（ブラックフライアーズ座、コックピット座、ソールズベリ・コート座）存在したのである。1630年代の観客は、これらの劇場において半世紀にわたる演劇の活発な進歩を目の当たりにすることとなった。すでに亡きマーロウやシェイクスピア、およびその同時代の劇作家の作品が（主に公設劇場において）いまだ定期的に上演されており、新進作家の作品もまた（主に私設劇場において）数多く舞台に上せられていたのである。
1580年ごろの夏季（いずれも屋外劇場であったため雨天時や冬季は公演が行なわれなかった）、シアター座とカーテン座が満席になったときの集客数は合わせて5000人程度であった。当時はこの2館しか劇場が存在しなかったため、これはロンドン全体での集客数を意味する。新しい劇場の建設や新劇団の発足につれて、首都全体での収容力は1610年の時点で10000人を上回ることとなった。1580年、最下層の市民はカーテン座やシアター座の入場券を1ペニーで購入することができた。1640年になっても、グローブ座やコックピット座、レッド・ブル座の入場券は同じ額面で入手できた（私設劇場の入場券は5倍から6倍は高額であった）。

## 上演
劇団はレパートリー制を採用していた。数ヶ月から数年にわたって同じ作品を上演する現代の劇団と異なり、当時の劇団が1つの戯曲を2日続けて舞台に乗せることはほとんどなかった。トマス・ミドルトンの"A Game at Chess"が1624年の8月に、当局によって上演禁止となるまでの9日間連続で上演されたことがあるが、これは政治的な意図をもった風刺劇だったためであり、きわめて独特で前後に例のない出来事であった。当時の上演活動については、1592年のローズ座におけるストレインジ卿一座を代表例としてあげることができる。2月19日から6月23日にかけて、同一座は週に6日公演を行なった。この間、休みは聖金曜日を含めた3日だけである。一座は23本の作品を上演し、いくつかの作品は1度しか演じられなかったが、最も人気のあった作品"The First Part of Hieronimo"（トマス・キッドの"The Spanish Tragedy"が原案）は15回上演された。同じ作品を2日続けて上演したことは1度もなく、1週間のあいだに2回上演したことさえほとんどなかった。俳優たち（特にエドワード・アレンのような看板俳優）には絶大な負担がかかったと考えられる。特筆すべき特徴は、当時の劇団は男性によってのみ構成されていたということである。チャールズ2世の時代まで、女性の役は若い少年俳優が女装して演じていたのである。

## 作家
ロンドンの人口増加や住民の富の増大、また人々の見世物趣味によって、多様性や特質や範囲のいずれにおいてもきわだった劇文学が生み出されていった。エリザベス朝時代に書かれた演劇作品のほとんどは散逸してしまったが、それでも600作以上が現存している。
これらの戯曲を書いた人物の多くは、さほど高くない身分から叩き上げで腕を磨いた作家であった（女優が存在しなかったのと同様、女性の専業作家も存在しなかった）。オックスフォード大学やケンブリッジ大学で高等教育を受けた者もいるが、多くの作家は無学であった。シェイクスピアは俳優でもあったことで知られているが、大多数の作家は演者ではなかったと見られている。また、1600年以降は作家にとって舞台に上がることは収入の助けにならなかったことが知られている。
当時の劇作家の中には、今日の詩人や知識人のイメージとそぐわないものもいる。クリストファー・マーロウは居酒屋での勘定をめぐる口論から喧嘩になり刺殺されたと推定されており、ベン・ジョンソンは決闘で1人の俳優を死に至らしめている。兵士であったと推測される劇作家もいる。
劇作家は執筆している途中に少しずつ原稿料を受け取るのが通例で、完成して劇団に受理されてからは、その日の公演による収益からさらなる報酬が支払われた。しかし、劇作家には自分の書いた作品の知的財産権がなかった。戯曲がいったん劇団に売却されると、この戯曲は劇団の所有物となり、上演にあたっての配役や演出、改訂や出版などに関して作者は一切関与できなくなっていたのである（劇団の座付き脚本家であると同時に俳優であり、自分の劇団の共同株主でもあったシェイクスピアなどは事情が若干異なる）。
専業劇作家という職業は骨の折れる仕事であり、決して儲かるものではなかった。フィリップ・ヘンズロウの日記（当時の劇壇の事情を知る重要な資料として知られる）の記述によれば、1600年ごろにヘンズロウは戯曲1本につき6ポンドか7ポンド程度しか支払っていない。これは最低限の報酬であったと推測されるが、最も優秀な劇作家でもこれを大きく超える額を要求できたわけではない。1人の劇作家が単独で執筆した場合、1年に書き上げられる戯曲は多くて2本であった。1630年代にリチャード・ブルームは1年に3本の戯曲を提供するという契約をソールズベリ・コート座と結んでいるが、結局この仕事量は履行不可能であった。シェイクスピアの場合も、20年以上にわたる執筆活動を通じて生み出した単独作品は40本に満たない。シェイクスピアが経済的に成功しえたのは、俳優でもあったことに加え、自分の劇団および劇団の使用していた劇場の株主としての収入があったためで、作家としての原稿料だけで糊口をしのいでいたのではないことに注意する必要がある。ベン・ジョンソンの場合は、大衆演劇よりもむしろ宮廷での仮面劇の作家となったことに加え、当時の社会的・経済的生活において重要となるパトロンを得る駆け引きの才に長けていたことが成功の要因としてあげられる。純粋に劇作家としてのみ活動していた人々は、彼らほどの収入を得ることができなかった。ジョージ・ピールやロバート・グリーンといった初期の作家や、ブルームやフィリップ・マシンジャーといった後期の作家は、いずれも経済的には不安定で、苦難と貧困に満ちた生涯を送っている。
脚本を生み出すうえでのこうした限界に対処するため、劇作家たちは2人から4人、場合によっては5人でチームを組んで執筆にあたった。そのためこの時代の戯曲は多くが複数の作家による合作であり、ジョンソンやシェイクスピアのように合作を避けておおむね単独で執筆した作家は例外的な存在である。共同で作品を書くということは、原稿料も分割するということを意味する。しかし、それでも合作をする方が一般的であったということは、そうするだけの価値があったということである。トマス・デッカーにいたっては、現存しているだけで70以上ある作品のうち、およそ50篇が合作である。1598年の1年間に、デッカーは興行主フィリップ・ヘンズロウのために16篇もの合作を行ない、30ポンド（1週間に換算すると12シリング弱）を得ている。当時の平均的な職人の日給が1シリングであったことを考えると、2倍近い収入だったことになる。トマス・ヘイウッドが、「全部書いたか、少なくとも手を加えた」作品が220篇にのぼると晩年に豪語していることはよく知られている（現存しているのは1割程度）。単独作家の場合、1つの戯曲を仕上げるのに数ヶ月を要した（ジョンソンは『ヴォルポーネ』("Volpone")をわずか5週間で執筆したともいわれるが）。一方、ヘンズロウの日記によれば、4人ないし5人の作家による共作ならば戯曲1本に要する時間は2週間弱である。しかし明らかに、ヘンズロウお抱えの作家チーム（アンソニー・マンデイ、ロバート・ウィルソン、リチャード・ハサウェイ、ヘンリー・チェトル他。若き日のジョン・ウェブスターを含むこともある）はきちんと企画を推進するかたわらで、とても舞台には乗せられないような失敗作も生み出していた（この時代の合作に関する現代人の理解は、失敗作がおおむね跡形もなく消え去ってしまったために、現存する成功作からのみ推測されるためバイアスが掛かりがちである。例外的な作品としては『サー・トマス・モア』("Sir Thomas More")がある）。

## 終焉
当時勢力を拡大しつつあった清教徒は劇場に対して敵意を抱いていた。清教徒が劇場を罪深いものと非難したことにはいくつかの理由がある。最も一般的に指摘される理由は、女性の役を演じるために若い男性が女装するのを倒錯的とみなしたというものである。また、公設劇場は一般市民向けに設立されたことから、建設場所が売春宿の密集地や犯罪多発地帯の近辺であることが多かったため、劇場も犯罪の温床であると決めつけられたことも大きな理由である。清教徒革命とこれに誘発されたイングランド内戦が勃発してまもないころ、ロンドン市内の統治権を掌握した議会内の清教徒は、1642年9月2日にすべての劇場の閉鎖を命じた。これには上述のような倫理的口実の他に、これらの劇場でしばしば上演されていた清教徒を批判する内容の諷刺劇を弾圧するという政治的な理由も加わっていた。当局の目を逃れてひそかに上演を続ける者もいたが、上演者は投獄するという政令が発布されるにいたり、イギリス・ルネサンス演劇は実質的に息の根を止められた。
1660年の王政復古とともに劇場は活動を再開した。その間、多くの劇作家たちは国王チャールズ2世とともにフランスへ亡命し、ルイ14世治下の華やかな演劇活動に触れ、特に悲劇の分野は大きな影響を受けていた。王政復古時代の観客は、モリエールの作品のような簡潔で洗練された喜劇にはさほど関心をもたず、仰々しく波乱万丈で錯綜した筋とスピード感に溢れた喜劇を好んでいた。そのため、王政復古時代の喜劇には多くの場面、大勢の登場人物、ごった煮の様式（つまりは三一致の法則の無視）といったエリザベス朝時代の特色が残存することとなった。ルネサンス期の古典作品は王政復古期の主要レパートリーとなったが、悲劇作品の多くは時代の風潮に合わせた脚色がなされた。

## 分野
この時代の戯曲には、大きく分けて史劇、悲劇、喜劇という3つのジャンルがある。
史劇とは、イギリスやヨーロッパ諸国の歴史を題材とした戯曲である。『リチャード三世』や『ヘンリー五世』など、歴代国王の生涯を描いたシェイクスピアの史劇が代表的な作品である。他の劇作家の作品としては、クリストファー・マーロウの『エドワード二世』("Edward II")やジョージ・ピールの『エドワード一世』("Famous Chronicle of King Edward the First")がこのカテゴリに含まれる。
悲劇も一般受けのよいジャンルであった。なかでもマーロウの悲劇作品『フォースタス博士』("The Tragical History of Doctor Faustus")や『マルタ島のユダヤ人』は非常に人気があった。観客が特に好んだのはトマス・キッドの『スペインの悲劇』("The Spanish Tragedy")のような復讐劇であった。ジョン・ウェブスターの『マルフィ公爵夫人』("The Duchess of Malfi")にいたっては、全篇これ血みどろの惨劇のオンパレードである。
喜劇も一般的だったジャンルである。この時期に発達したサブジャンルとして、市民喜劇（都市喜劇とも）がある。これはローマの新喜劇にならってロンドンの市民生活を諷刺的に描いたものである。トマス・デッカーの『靴屋の祭日』("The Shoemaker's Holiday")やトマス・ミドルトンの("A Chaste Maid in Cheapside")が例としてあげられる。
これらの戯曲が発展してゆく中で時代に取り残される形にはなったが、牧歌劇（"The Faithful Shepherdess"、1608年）や道徳劇（"Four Plays in One"、1608年 - 1613年）といった古い形式が影響を与えることもあった。また仮面劇と同様、悲喜劇の新しい混交型サブジャンルが1610年代以降（ジェームズ朝とチャールズ朝を通じて）開花した。

## 一覧
主な劇作家
ロバート・ウィルソン(Robert Wilson)
ジョン・ウェブスター(John Webster)
トマス・キッド(Thomas Kyd)
ロバート・グリーン(Robert Greene)
ウィリアム・シェイクスピア(William Shakespeare)
ジェームズ・シャーリイ(James Shirley)
ベン・ジョンソン(Ben Jonson)
ウィリアム・ダヴェナント(William Davenant)
シリル・ターナー(Cyril Tourneur)
ヘンリー・チェトル(Henry Chettle)
ジョージ・チャップマン(George Chapman)
ジョン・デイ(John Day)
トマス・デッカー(Thomas Dekker)
トマス・ナッシュ(Thomas Nashe)
リチャード・ハサウェイ(Richard Hathwaye)
ジョージ・ピール(George Peele)
ネイサン・フィールド(Nathan Field)
ジョン・フォード(John Ford)
リチャード・ブルーム(Richard Brome)
ジョン・フレッチャー(John Fletcher)
トマス・ヘイウッド(Thomas Heywood)
フランシス・ボーモント(Francis Beaumont)
ジャーヴェス・マーカム(Gervase Markham)
フィリップ・マシンジャー(Philip Massinger)
ジョン・マーストン(John Marston)
クリストファー・マーロウ(Christopher Marlowe)
アンソニー・マンデイ(Anthony Munday)
トマス・ミドルトン(Thomas Middleton)
ジョン・リリー(John Lyly)
ウィリアム・ローリイ(William Rowley)
主な俳優
ロバート・アーミン(Robert Armin)
エドワード・アレン(Edward Alleyn)
アレクサンダー・クック(Alexander Cooke)
ウィル・ケンプ(Will Kempe)
ヘンリー・コンデル(Henry Condell)
ウィリアム・シェイクスピア(William Shakespeare)
リチャード・タールトン(Richard Tarlton)
ジョーゼフ・テイラー(Joseph Taylor)
ニコラス・トゥーリイ(Nicholas Tooley)
リチャード・バーベッジ(Richard Burbage)
クリストファー・ビーストン(Christopher Beeston)
オーガスティン・フィリップス(Augustine Phillips)
ネイサン・フィールド(Nathan Field)
トマス・ヘイウッド(Thomas Heywood)
ジョン・ヘミングス(John Heminges)
ジョン・ローウィン(John Lowin)
ウィリアム・ローリイ(William Rowley)
主な劇場
シアター座(The Theatre)
カーテン座(Curtain Theatre)
ローズ座(The Rose)
スワン座(The Swan)
グローブ座(Globe Theatre)
ブラックフライヤーズ座(Blackfriars Theatre)
フォーチュン座(Fortune Playhouse)
ホープ座(Hope Theatre)
レッド・ブル座(Red Bull Theatre)
レッド・ライオン(Red Lion)
コックピット座(Cockpit Theatre)
ソールズベリ・コート座(Salisbury Court Theatre)
ホワイトフライアーズ座(Whitefriars Theatre)
ニューイングトン・バッツ劇場(Newington Butts theatre)
主な劇団
海軍大臣一座(The Admiral's Men)
国王一座(The King's Men)
エリザベス姫一座(Lady Elizabeth's Men)
レスター伯一座(Leicester's Men)
宮内大臣一座(The Lord Chamberlain's Men)
オックスフォード伯一座(Oxford's Men)
チャールズ王子一座(Prince Charles's Men)
アン王妃一座(Queen Anne's Men)
女王一座(Queen Elizabeth's Men)
ウスター伯一座(Worcester's Men)
セント・ポール少年劇団(The Children of Paul's)
チャペル・ロイヤル少年劇団(The en:Children of the Chapel)
その他の重要人物
ジョージ・ブーク(George Buc)、宮廷祝典局長
カスバート・バーベッジ(Cuthbert Burbage)、興行主
ジェームズ・バーベッジ(James Burbage)、興行主
フィリップ・ヘンズロウ(Philip Henslowe)、興行主
ヘンリー・ハーバート(Henry Herbert)、宮廷祝典局長
フランシス・ラングレイ(Francis Langley)、興行主
エドモンド・ティルニー(Edmund Tilney)、宮廷祝典局長